# Molly Shannon

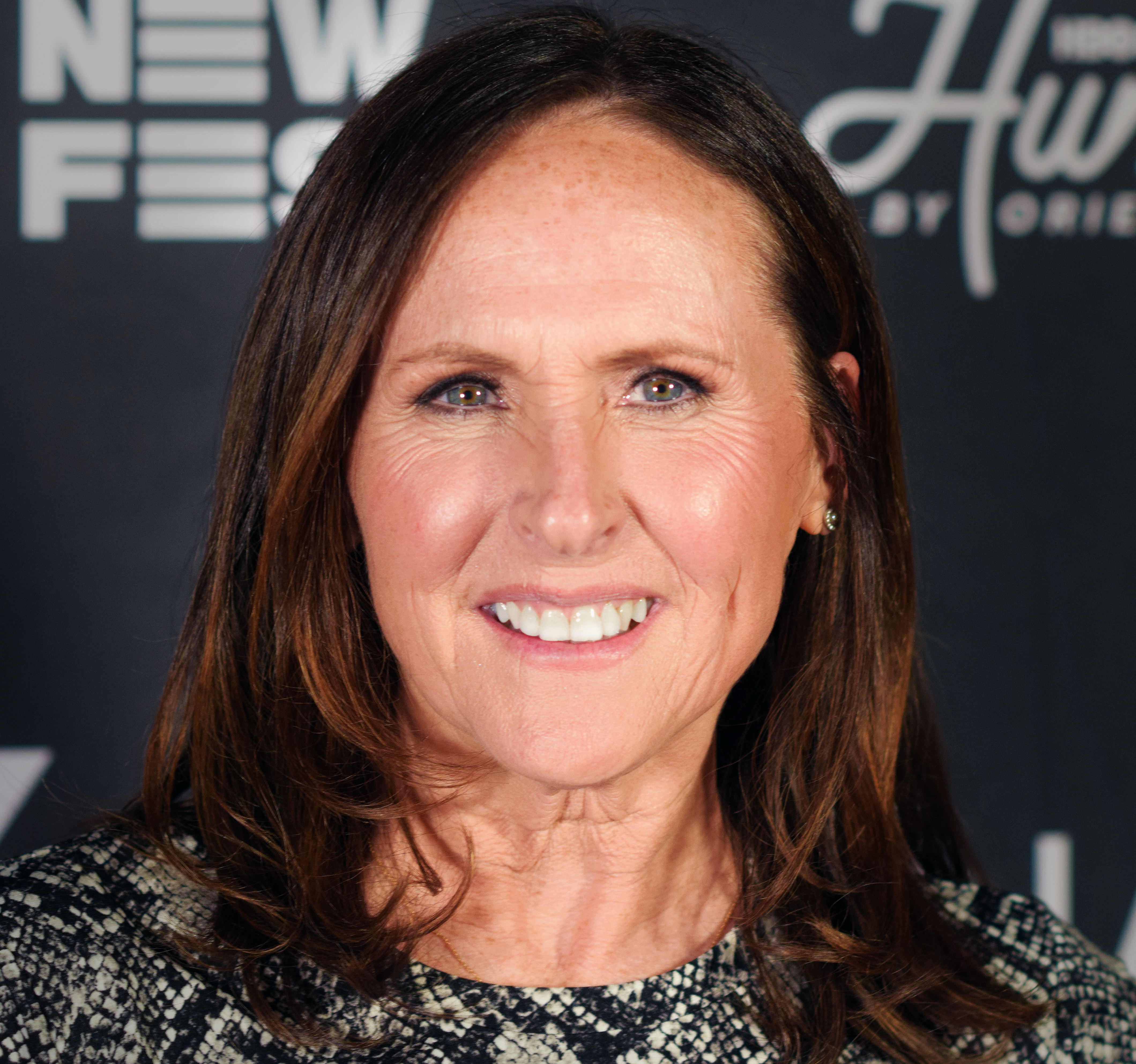
Molly Shannon (2023)

Molly Helen Shannon (* 16. September 1964 in Shaker Heights, Ohio) ist eine US-amerikanische Schauspielerin.

## Leben
Shannon, die älteste von drei Schwestern, verlor ihre Mutter im Jahr 1969 bei einem Autounfall. Sie absolvierte im Jahr 1983 die Hawken School in Gates Mills, Ohio. Danach studierte sie an der Tisch School of the Arts der New York University, die sie im Jahr 1987 abschloss.
Shannon debütierte an der Seite von Robert Englund im Filmdrama Das Phantom der Oper aus dem Jahr 1989. In den Jahren 1995 bis 2001 trat sie in der Comedy-Show Saturday Night Live auf. Für diese Auftritte wurde sie 2000 für einen Emmy nominiert.
Shannon erhielt für ihre Rolle in der Komödie Happiness (1998) als Teil des Schauspielerensembles den National Board of Review Award. In der Komödie Ungeküsst (1999) spielte sie die Rolle der Anita Olesky, einer Kollegin in der Zeitungsredaktion und Freundin von Josie Geller, die von Drew Barrymore gespielt wurde. Für ihre Rolle in der Komödie Superstar – Trau' dich zu träumen (1999), in der sie neben Will Ferrell eine der Hauptrollen übernahm, wurde sie 2000 für den Blockbuster Entertainment Award nominiert. Sie arbeitete außerdem am Drehbuch dieser Komödie mit. Eine weitere Nominierung für den Blockbuster Entertainment Award erhielt sie 2001 für ihre Rolle in der Komödie Der Grinch (2000).
2017 wurde sie in die Academy of Motion Picture Arts and Sciences (AMPAS) aufgenommen, die jährlich die Oscars vergibt.
Shannon ist seit 2004 mit Fritz Chesnut verheiratet und hat zwei Kinder.

## Filmografie (Auswahl)

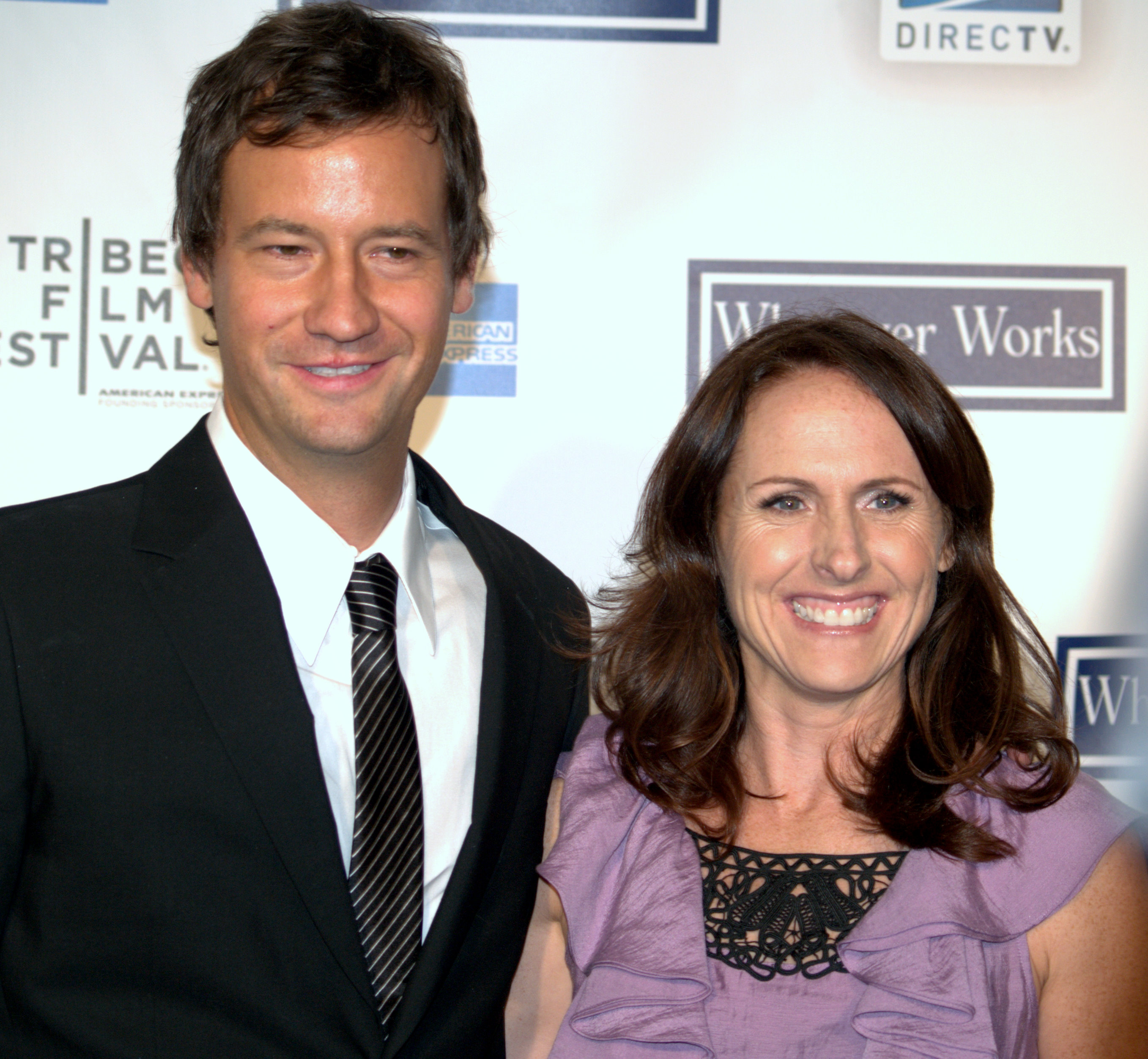
Shannon mit ihrem Mann Fritz Chesnut in New York City (2009)

### Filme
- 1989: Das Phantom der Oper (The Phantom of the Opera)
- 1996: Der Rasenmäher-Mann 2 – Beyond Cyberspace (Lawnmower Man 2: Beyond Cyberspace)
- 1998: Happiness
- 1998: A Night at the Roxbury
- 1999: Reine Nervensache (Analyze This)
- 1999: Ungeküsst (Never Been Kissed)
- 1999: Superstar – Trau’ Dich zu träumen (Superstar)
- 2000: Der Grinch (How the Grinch Stole Christmas)
- 2001: Wet Hot American Summer
- 2001: Osmosis Jones
- 2001: Weil es Dich gibt (Serendipity)
- 2001: Schwer verliebt (Shallow Hal)
- 2002: Santa Clause 2 – Eine noch schönere Bescherung (The Santa Clause 2)
- 2003: In tierischer Mission (Good Boy!)
- 2003: Partyalarm – Finger weg von meiner Tochter (My Boss’s Daughter)
- 2006: Air Buddies – Die Welpen sind los (Air Buddies, Stimme)
- 2006: Scary Movie 4
- 2006: Marie Antoinette
- 2006: Herzensangelegenheiten (Gray Matters)
- 2006: Shut up and Sing
- 2006: Ricky Bobby – König der Rennfahrer (Talladega Nights: The Ballad of Ricky Bobby)
- 2007: Year of the Dog
- 2007: Evan Allmächtig (Evan Almighty)
- 2007: Eine für Alles
- 2011: Bad Teacher (Bad Teacher)
- 2012: Hotel Transsilvanien (Hotel Transylvania, Stimme von Wanda)
- 2012: Fast verheiratet (The Five-Year Engagement)
- 2013: Scary Movie 5
- 2013: Trust Me
- 2014: Life After Beth
- 2015: Ich und Earl und das Mädchen (Me and Earl and the Dying Girl)
- 2015: Addicted to Fresno
- 2015: Larry Gaye: Renegade Male Flight Attendant
- 2016: Other People
- 2017: The Little Hours
- 2017: Wir gehören nicht hierher (We Don’t Belong Here)
- 2018: Wild Nights with Emily
- 2018: Hotel Transsilvanien 3 – Ein Monster Urlaub (Hotel Transylvania 3: Summer Vacation, Stimme von Wanda)
- 2019: Einer von Sechs (Sextuplets)
- 2020: Horse Girl
- 2020: Promising Young Woman
- 2022: Hotel Transsilvanien – Eine Monster Verwandlung (Hotel Transylvania: Transformania, Stimme von Wanda)
- 2022: Spin Me Round
- 2023: A Good Person

### Serien
- 1991: Twin Peaks (Episode 2x12)
- 1995–2001: Saturday Night Live (Fernsehshow)
- 1997: Seinfeld (Episode 8x22)
- 1999–2002, 2004: Will & Grace (5 Episoden)
- 2004: Scrubs – Die Anfänger (Scrubs, Episode 4x08)
- 2007: Pushing Daisies, Episode 1x08
- 2008–2009: Kath & Kim (17 Episoden)
- 2010: Glee (2 Episoden)
- 2011: Up All Night (2 Episoden)
- 2013: Hannibal (Episode 1x04)
- 2015: Wet Hot American Summer: First Day of Camp (7 Episoden)
- 2015: The Middle (2 Episoden)
- 2016: Life in Pieces (Episode 2x13)
- 2016–2019: Divorce
- 2019–2023: The Other Two (26 Episoden)
- 2021: The White Lotus (2 Episoden)
- 2024: Only Murders in the Building (Staffel 4)

## Werke
- Hello, Molly! A Memoir. Ecco Press, New York 2022, ISBN 978-0-06-305623-7.